# Matthäuskirche (Stuttgart)

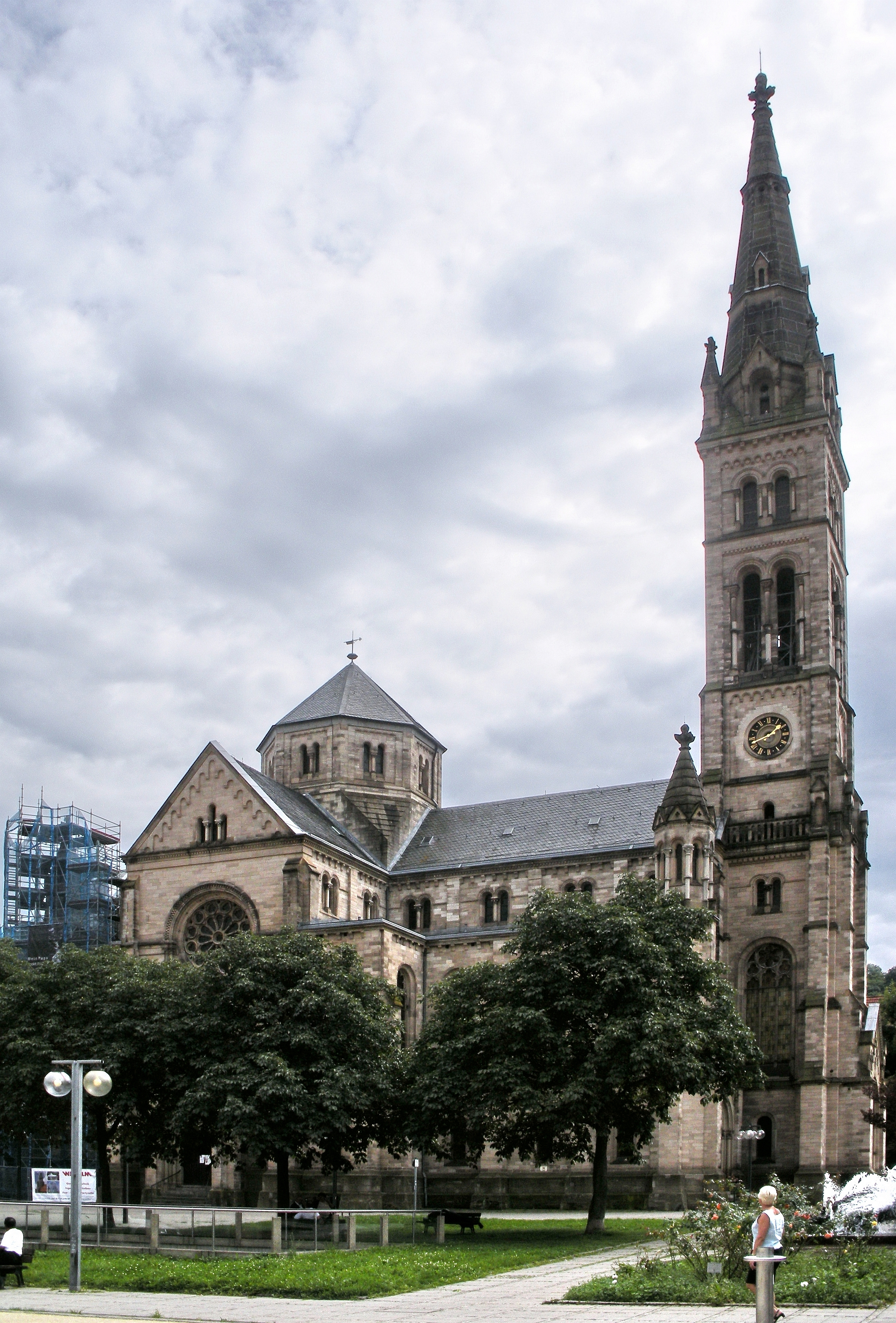
Matthäuskirche in Heslach

Die evangelische Matthäuskirche steht in Heslach, einem Stadtteil im Stadtbezirk Stuttgart-Süd der baden-württembergischen Landeshauptstadt Stuttgart. Das Bauwerk ist beim Landesamt für Denkmalpflege Baden-Württemberg als Baudenkmal eingetragen. Die Kirchengemeinde Stuttgart-Heslach gehört zum Kirchenkreis Stuttgart der Evangelischen Landeskirche in Württemberg. Namensgeber der Kirche ist Matthäus der Evangelist.

## Geschichte
Die Matthäuskirche, auch genannt der „Heslacher Dom“, wurde im Auftrag der Stadt Stuttgart und nach Plänen von Conrad Dollinger gebaut. Am selben Ort gab es nach Angaben in historischen Quellen bereits im 15. Jahrhundert eine Kapelle sowie zwei weitere Vorgängerbauten. Errichtet wurde sie in der Zeit von 1876 bis 1881. 1890 ging sie in den Besitz der evangelischen Gemeinde über. Im Lauf des Zweiten Weltkriegs wurde sie 1943 und 1944 durch Bombentreffer schwer beschädigt. 1944 stürzten Teile des Gewölbes ein, der Dachstuhl brannte aus und auch die Orgel fiel dem Brand zum Opfer. Nach dem Krieg wurde die Kirche wieder aufgebaut, der Wiederaufbau war 1950 vollendet. Von 2009 bis November 2011 wurde die Matthäuskirche innen und außen vollständig renoviert und die nach dem Krieg verschlossene Vierungskuppel wieder geöffnet.

## Beschreibung

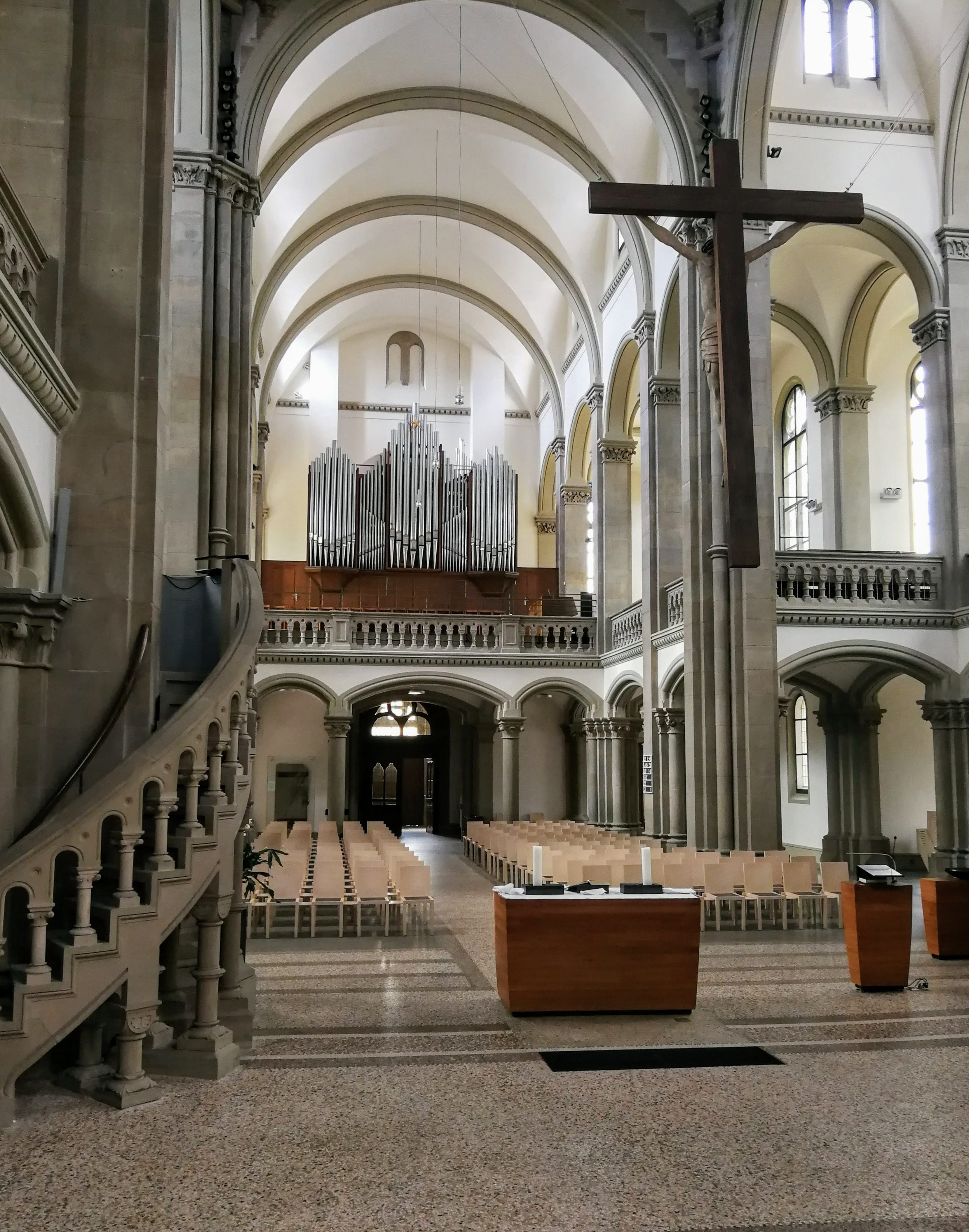
Innenraum

Die neuromanische Kreuzbasilika wurde von Konrad Dollinger entworfen und von Adolf Wolff in Quadermauerwerk ausgeführt. Das Langhaus besteht aus einem Mittelschiff und zwei Seitenschiffen und wird von einem Querschiff gekreuzt. Im Osten des Mittelschiffs befindet sich ein Chor mit Fünfachtelschluss, im Westen ein Fassadenturm. Die Vierung ist mit einem achtseitigen Zeltdach bedeckt. Vier Treppentürme an den Ecken des Langhauses führen zu den Emporen, die bis zum ersten Joch des Chors reichen.
Die Orgel wurde 1952 im Kern als Opus 906 von der Orgelbau Friedrich Weigle errichtet.